# Gino Corradini
Gino Corradini (Suzzara, 5 giugno 1929 – 29 gennaio 1992) è stato un calciatore, allenatore di calcio e dirigente sportivo italiano, di ruolo centrocampista.

## Carriera
Giocò due stagioni in Serie A con il Genoa.
È stato allenatore e presidente del Suzzara.

## Palmarès

### Giocatore

#### Competizioni nazionali
- Serie B: 1

Genoa: 1952-1953